# Breakthrough Initiatives

Breakthrough Initiatives

Breakthrough Initiatives là một chương trình dựa trên cơ sở khoa học được thành lập vào năm 2015 và được tài trợ bởi Julia và Yuri Milner, cũng của Giải thưởng Đột phá, để tìm kiếm trí thông minh ngoài Trái Đất trong khoảng thời gian ít nhất là 10 năm. Chương trình được chia thành nhiều dự án. Breakthrough Listen sẽ bao gồm nỗ lực tìm kiếm hơn 1.000.000 sao cho tín hiệu radio hoặc laser nhân tạo. Một dự án song song có tên Breakthrough Message là một nỗ lực để tạo ra một thông điệp "đại diện của nhân loại và hành tinh Trái Đất". Dự án Breakthrough Starshot, đồng sáng lập với Mark Zuckerberg, nhằm mục đích gửi một loạt tàu thăm dò đến ngôi sao gần nhất với tốc độ khoảng 20% tốc độ ánh sáng. Dự án Breakthrough Watch nhằm xác định và mô tả các hành tinh đá có kích thước Trái Đất xung quanh Alpha Centauri và các ngôi sao khác trong vòng 20 năm ánh sáng của Trái Đất. Các kế hoạch đột phá sẽ gửi một sứ mệnh tới mặt trăng Enceladus của Sao Thổ, để tìm kiếm sự sống trong đại dương ấm áp của nó và vào năm 2018 đã ký một thỏa thuận hợp tác với NASA cho dự án.

## Lịch sử
Các sáng kiến đột phá đã được công bố trước công chúng vào ngày 20 tháng 7 năm 2015, tại Hội Hoàng gia Luân Đôn của Nhà vật lý Stephen Hawking. Nhà tài phiệt người Nga Yuri Milner đã tạo ra Initiatives để tìm kiếm sự sống ngoài Trái Đất thông minh trong Vũ trụ và xem xét một kế hoạch có thể truyền thông điệp ra ngoài vũ trụ. Thông báo bao gồm một bức thư ngỏ được đồng ký bởi nhiều nhà khoa học, bao gồm Hawking, bày tỏ sự ủng hộ đối với việc tìm kiếm tăng cường cho thông tin vô tuyến của người ngoài hành tinh. Trong buổi ra mắt công chúng, Hawking nói: "Trong một vũ trụ vô tận, phải có sự sống khác. Không có câu hỏi lớn hơn. Đã đến lúc cam kết để tìm ra câu trả lời. " 
Lượng tiền mặt 100 triệu đô la Mỹ được dự kiến sẽ đánh dấu tốc độ nghiên cứu của SETI so với tốc độ đầu những năm 2000 và sẽ tăng gần gấp đôi tốc độ mà NASA đã chi cho nghiên cứu của SETI hàng năm trong khoảng năm 19731993.